# Crossostoma
Crossostoma is een voormalig geslacht van straalvinnige vissen uit de familie van steenkruipers (Balitoridae).